# Poemenia hectica
Poemenia hectica är en stekelart som först beskrevs av Johann Ludwig Christian Gravenhorst 1829.  Poemenia hectica ingår i släktet Poemenia och familjen brokparasitsteklar. Arten är reproducerande i Sverige. Inga underarter finns listade i Catalogue of Life.